# Tauno Mäki
Tauno Mäki, né le 6 décembre 1912 à Karinainen et mort le 7 octobre 1983 à Helsinki, est un tireur sportif finlandais.

## Palmarès

### Jeux olympiques
- 1952 à Helsinki
  -  Médaille de bronze en tir au cerf courant à 100m [1]